# Битиче
Битиче (на словенски: Bitiče) е село в Словения, Средна Словения, община Лития. Според Националната статистическа служба на Република Словения през 2015 г. селото има 41 жители.